# Bella Center
Pour la station de métro, voir Bella Center (métro de Copenhague).
Ne doit pas être confondu avec Centre Bell.
Cet article possède des paronymes, voir Bell Center (Wisconsin) et Belle Center.
Bella Center est le deuxième plus grand centre d'expositions et de conférences de Scandinavie (après Messecenter Herning (en)). Il est situé à Copenhague, au Danemark. Situé à Ørestad entre le centre-ville et l'aéroport de Copenhague, il offre une superficie intérieure de 121 800 m2 et a une capacité de 30 000 personnes.
Parmi les événements annuels les plus importants figurent le Salon international de la mode de Copenhague, l'événement principal de la Copenhagen Fashion Week (en) qui se tient deux fois par an (en février et en août) et CODE, l'événement principal de la Semaine du design de Copenhague.

## Histoire

Logo du Bella Center usité jusqu'en 2015 environ.

Le Bella Center tire son nom de Bellahøj, dans le nord de Copenhague, où le centre de congrès était initialement situé. Son premier bâtiment a été construit en 1965 selon les plans de l'architecte Erik Møller. Entre 1973 et 1975, le Bella Center a été déplacé à son emplacement actuel sur Amager entre le centre-ville et l'aéroport de Copenhague, tandis que le bâtiment d'origine a été transformé en centre sportif sous le nom de Grøndals Centret. À ce stade, les nouveaux locaux du Bella Center étaient situés dans une zone non développée hors de la ville, sur l'ancien Amager Commons.
Avec le développement d'Ørestad, décidé en 1992 et dont la construction a débuté au tournant du millénaire, les environs du Bella Center sont en train de se transformer en une zone urbaine dense. Lorsque la ligne 1 du métro de Copenhague a été ouverte en 2004, une station portant le nom du Bella Center était située à côté.

## Installations

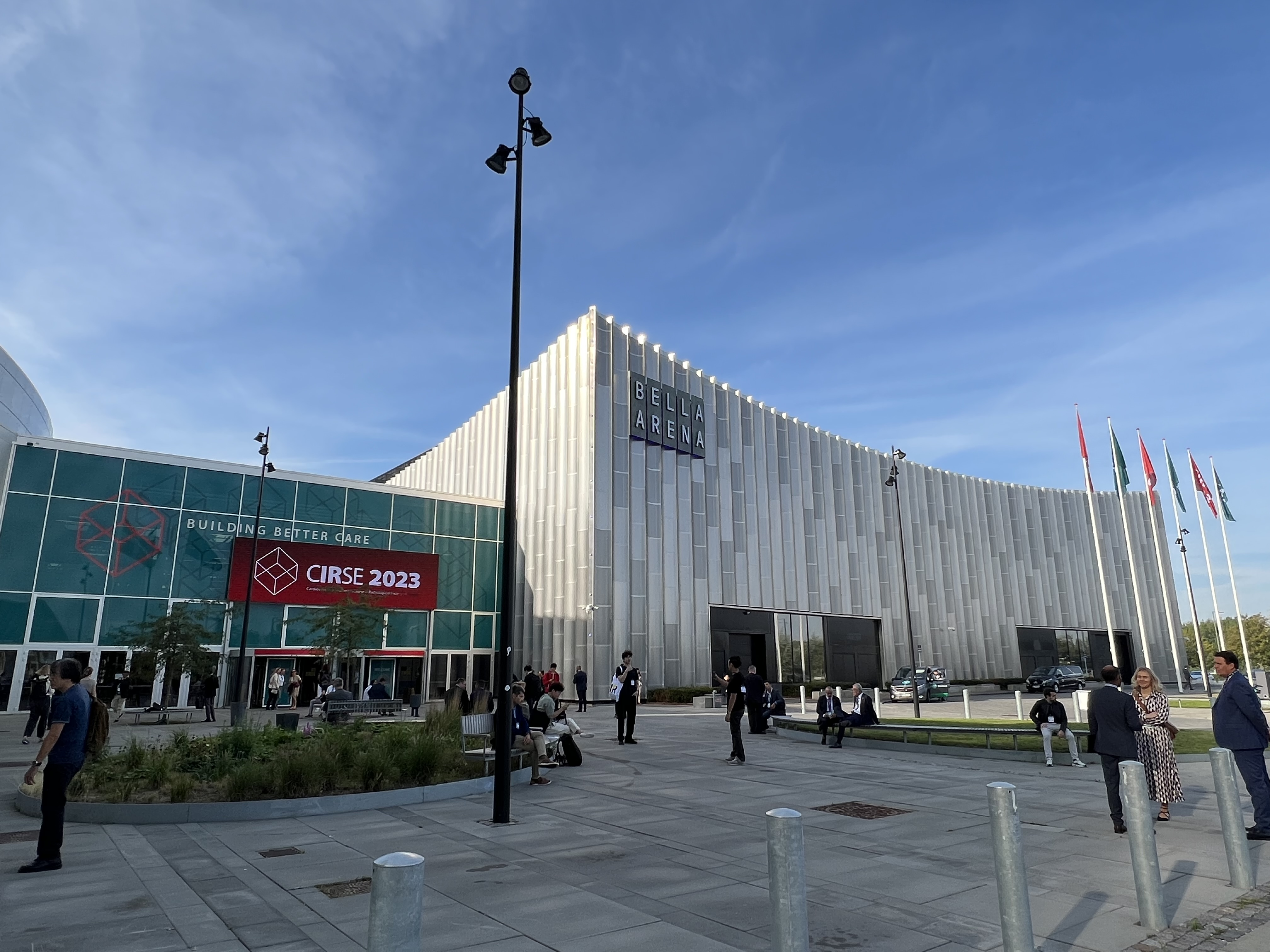
Bella Arena (à droite) fait partie du centre des congrès

Les installations du Bella Center comprennent :
- Salle de congrès divisible en trois sections individuelles (jusqu'à 4 200 personnes)
- 4 auditoriums pouvant accueillir de 310 à 930 personnes
- 63 salles de réunion modulables (de 2 à 400 personnes)
- Salle centrale pour banquets, fêtes, espace d'accueil...
- Différentes salles pouvant servir de salles de congrès et d'exposition
- Centre commercial avec épicerie et fleuriste

### Hôtel Bella Sky
Depuis 2011, le Bella Center héberge un hôtel de 814 chambres, le Bella Sky Hotel. Conçu par le cabinet d'architectes danois 3XN, l'hôtel se compose de deux tours inclinées, hautes de 76,5 m et présentant une inclinaison dans des directions opposées de 15°.
L'hôtel Bella quatre étoiles propose 814 chambres (100 suites), trente-deux salles de conférence, trois restaurants, un sky bar et un centre de bien-être. La première pierre de l'hôtel a été posée le 17 septembre 2008, et la première phase a été achevée au printemps 2011.

## Événements
Le Bella Center accueille une grande variété de foires commerciales, d'expositions, de congrès et de sommets politiques. Chaque année, il accueille généralement vint-cinq à trente grandes expositions ainsi qu'environ 1 300 réunions de tailles diverses.
Les événements majeurs ont inclus :
- 58e réunion de l'ICANN 2017
- 2009 : Conférence des Nations Unies sur les changements climatiques 2009
- 2009 : 13e Congrès olympique
- 2009 : 121e session du Comité international olympique
- 2009 : 33e Congrès ordinaire de l'UEFA (en)
- 2006 : MTV Europe Music Awards 2006 (en)
- 2002 : Conseil européen
- 1995 : Sommet mondial pour le développement social
- 1993 : Conseil européen

## Transport

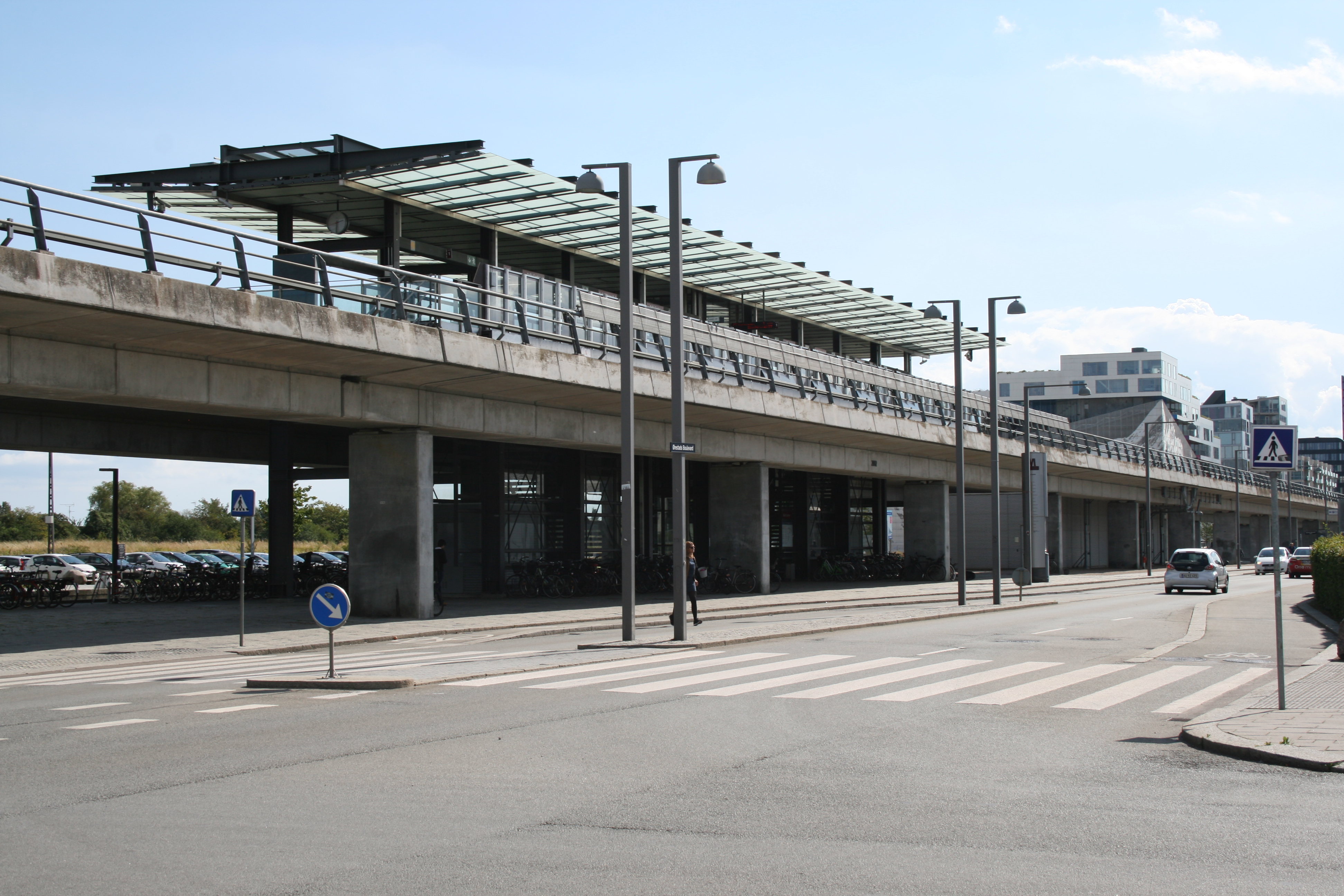
Station Bella Center, Copenhague.

La station Bella Center sur la ligne 1 du métro de Copenhague est située à côté du Bella Center.
Les trains régionaux Oresund en provenance de Copenhague et de Malmö s'arrêtent à la gare d'Ørestad, à proximité du Bella Center. De là, il est possible de changer pour la ligne de métro M1 pour parcourir un arrêt et atteindre la station de métro Bella Center. Les trains Oresund s'arrêtent également à l'aéroport de Copenhague, à 5 minutes de la gare d'Ørestad.